# Zimmernsupra
Zimmernsupra est une commune allemande de l'arrondissement de Gotha en Thuringe, faisant partie de la communauté d'administration Nesseaue.

## Géographie

Situation de la commune (en rouge) dans l'arrondissement de Gotha

Zimmernsupra est située dans le nord-est de l'arrondissement, à la limite avec la ville d'Erfurt, à 15 km au nord-est de Gotha, le chef-lieu de l'arrondissement, et à 12 -km à l'ouest d'Erfurt.
Zimmernsupra appartient à la communauté d'administration Nesseaue (Verwaltungsgemeinschaft Nesseaue).
Communes limitrophes (en commençant par le nord et dans le sens des aiguilles d'une montre) : Bienstädt, Erfurt (villages d'Alach et d'Emstedt), Nottleben et Tröchtelborn.

## Histoire
La première mention écrite du village date de 775.
Zimmernsupra a fait partie, comme la ville d'Erfurt, des possessions saxonnes de l'Électorat de Mayence. En 1802, lors du Recès d'Empire, elle rejoint le royaume de Prusse (province de Saxe, cercle d'Erfurt).
En 1922, après la création du land de Thuringe, Zimmernsupra est intégrée au nouvel arrondissement de Weißensee avant de rejoindre le district d'Erfurt (arrondissement d'Erfurt) en 1949 pendant la période de la République démocratique allemande jusqu'en 1990. ce n'est qu'en 1994 que Zimmernsupra est intégrée à l'arrondissement de Gotha.

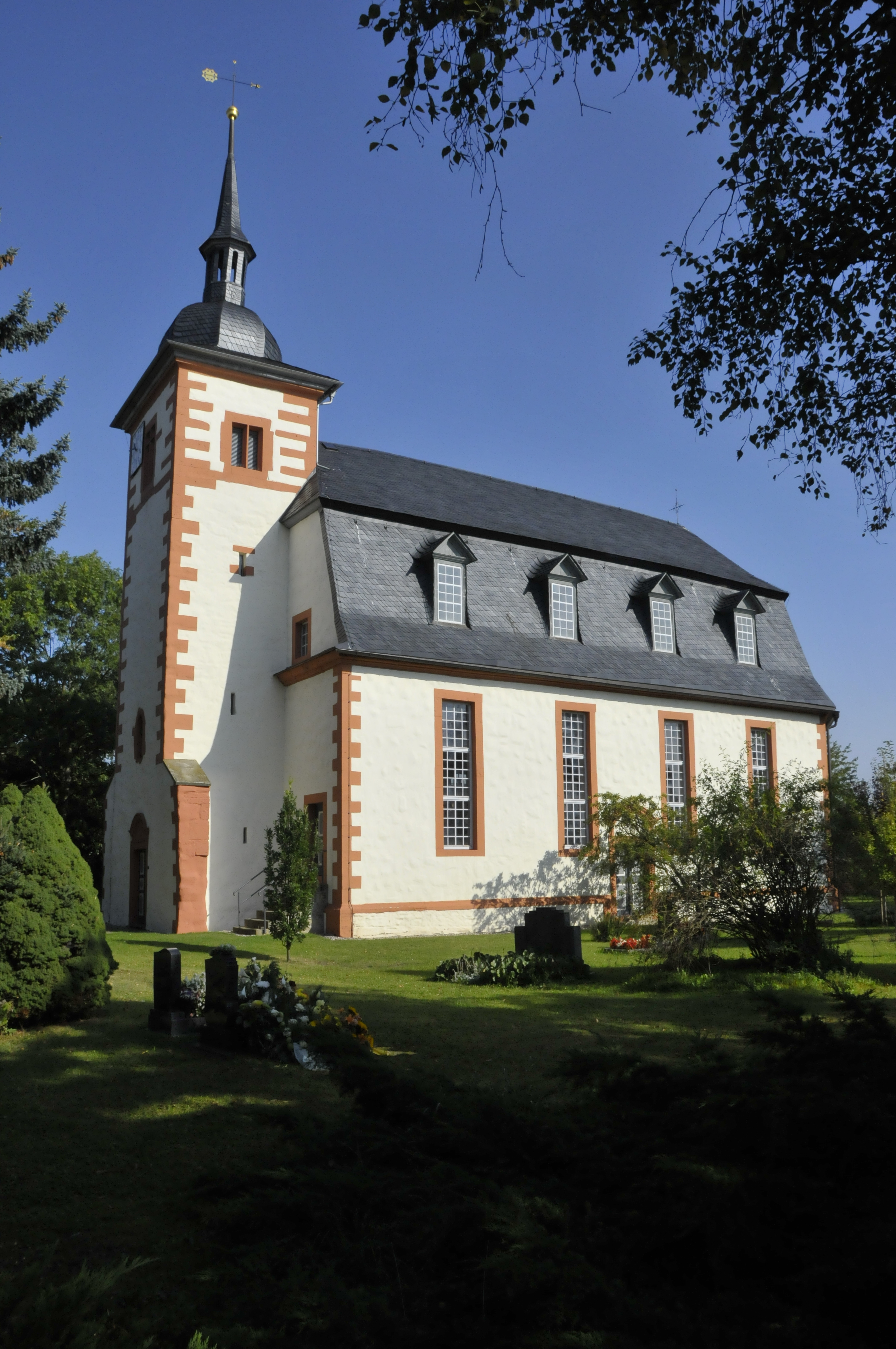
l'église du village

## Démographie
| 1910 | 1933 | 1939 | 1995 | 2000 | 2005 | 2010 |
| ---- | ---- | ---- | ---- | ---- | ---- | ---- |
| 405  | 416  | 402  | 300  | 384  | 389  | 375  |

## Communications
La route L1044 mène vers Bienstädt au nord et Emstedt au sud, la L1043 vers Tröchtelborn, Friemar et Gotha à l'ouest et la K24 vers Alach et Erfurt à l'est.